# Тьюксбери (город)
Тью́ксбери (англ. Tewkesbury) — город и община в графстве Глостершир, Великобритания. Стоит на слиянии рек Северн и Эйвон, в 151 километре к западу от Лондона.

## География
Город возник благодаря выгодному расположению на слиянии рек Северн и Эйвон, а также на полдороге между Глостером и Вустером. Приподнятая местность уберегала первопоселенцев от ежегодных наводнений.
Численность населения составляет 10 016 человек (на 2001 год). Тьюксбери делится на 7 районов — Нортвэй, Ньютаун, Миттон, Приорс Парк, Уолтон Кардифф, Ветспис, Эшчёрч.

## Топоним и история

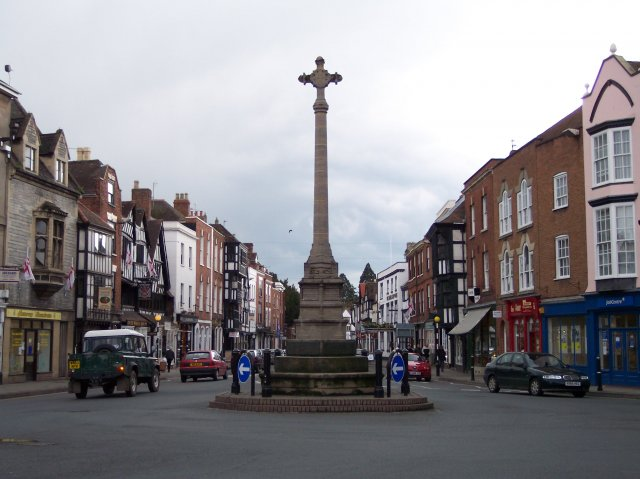
Памятник павшим воинам в Тьюксбери

Название Тьюксбери происходит от имени первопоселенца — англосакса Теока, основавшего здесь поселение Теоксбери в VII веке. Вскоре после нормандского завоевания Англии, в 1090 году в здесь было заложено Тьюксберийское аббатство, которое было освящено 23 октября 1121 года. Сохранились следы поселения и церкви, существовавших здесь до строительства аббатства.
4 мая 1471 года близ Тьюксбери во время Войны роз произошла битва, в которой войска короля Эдуарда IV разгромили армию ланкастерцев.

## Достопримечательности

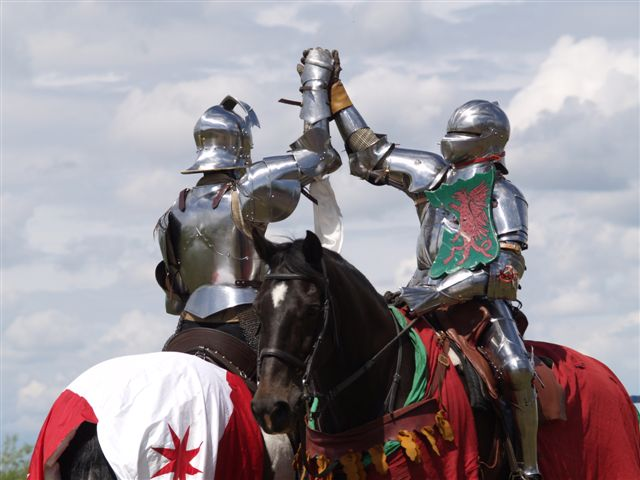
Средневековый фестиваль Тьюксбери в 2008 году.

В городе сохранилось множество средневековых и тюдоровских строений. Главной достопримечательностью является Тьюксберийское аббатство норманнской архитектуры, избежавшее печальной участи других религиозных строений после Тюдоровской секуляризации при Генрихе VIII. Жители на свои средства выкупили аббатство, чтобы использовать как приходскую церковь.
В Тьюксбери старейший паб Black Bear построен в 1308 году.

В последние выходные июля с 1983 года в городе проходит Средневековый фестиваль Тьюксбери, где воссоздаётся битва при Тьюксбери 1471 года возле места исторических событий.

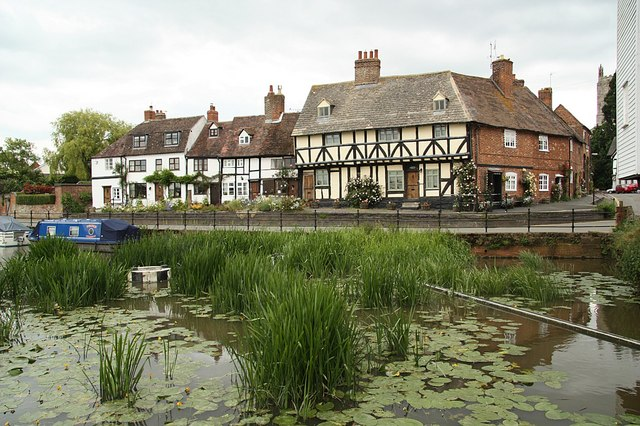
Исторические здания мельниц на  St.Mary's Road
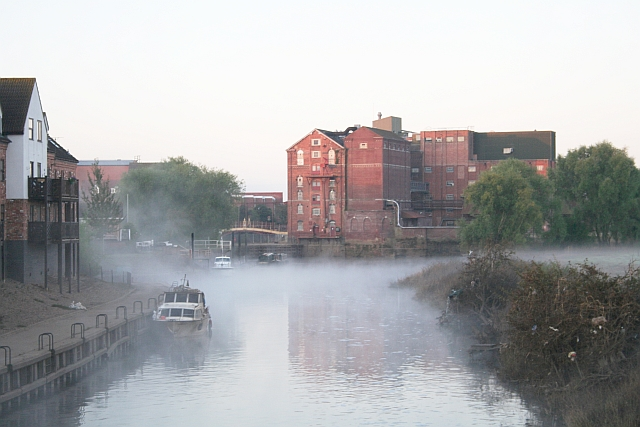
Туман над рекой Эйвон в 2007 году
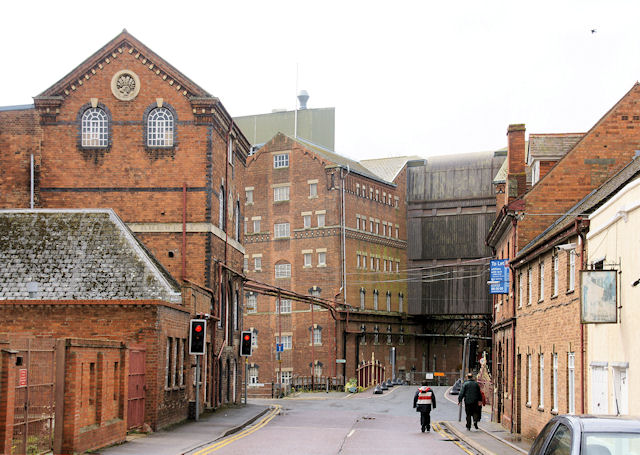
Мельницы на Quay Street
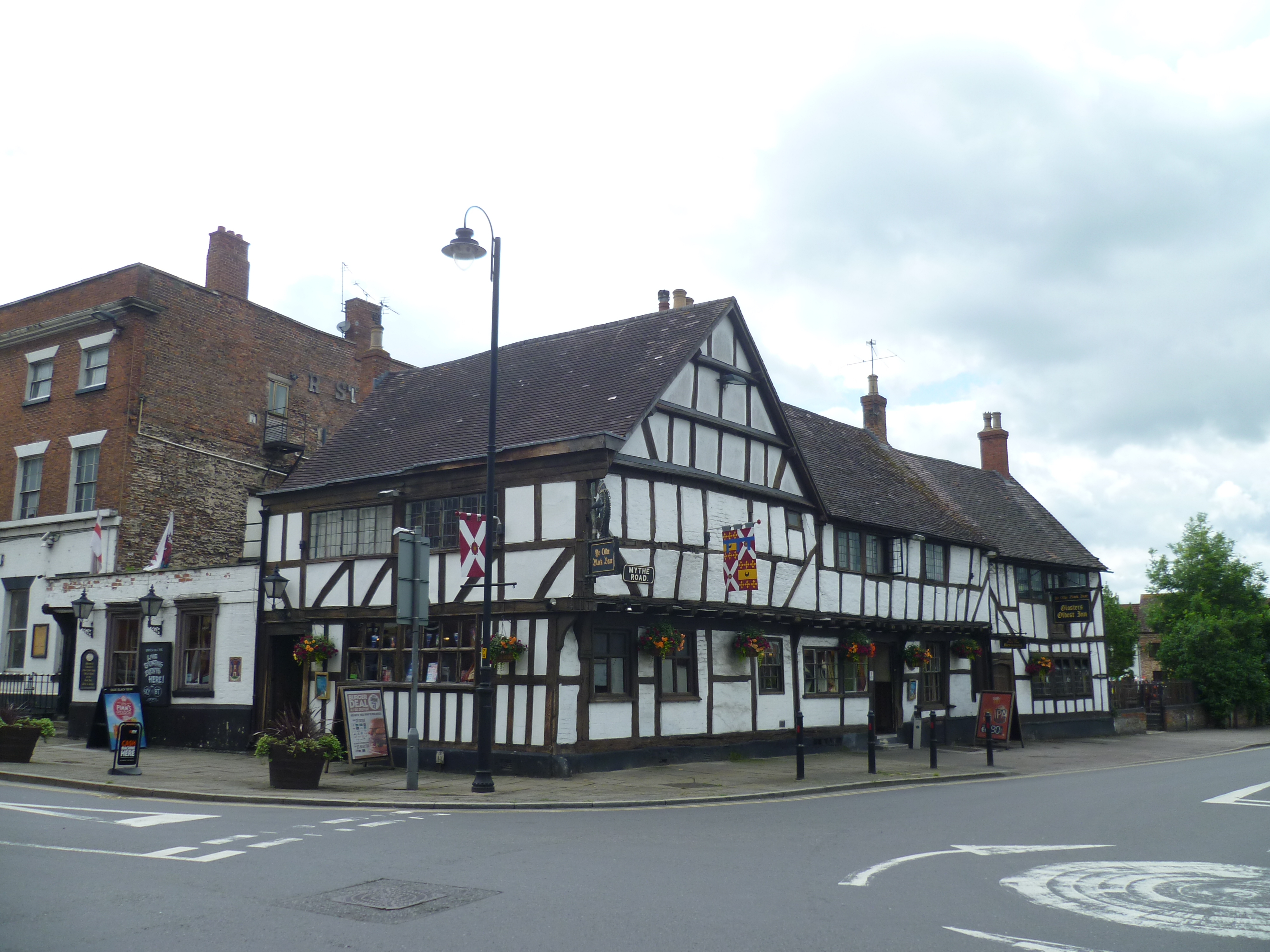
Старейший паб Olde Black Bear (с 1308 года)
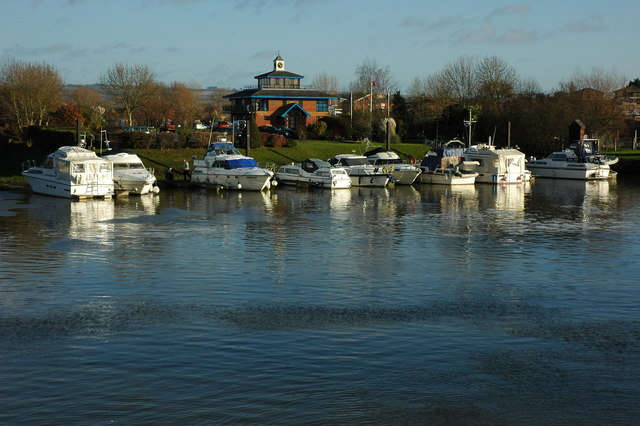
Пришвартованные лодки на Эйвоне, Stanchards Pit

## Видные уроженцы
- Роберт Гарольд Комптон — южноафриканский ботаник.
- Генри Грин — английский писатель, «последний британский модернист».
- Эрик Моркам — британский комик
- Реймонд Пристли — английский геолог и полярный исследователь.

## Интересные факты
В честь города Тьюксбери были названы город Тьюксбери (штат Массачусетс, США) и тауншип Тьюксбери (штат Нью-Джерси, США).

## Города — побратимы
- Мисбах